# Bo Kimble
Gregory Kevin "Bo" Kimble (Filadelfia, Pensilvania; 9 de abril de 1966) es un exjugador de baloncesto estadounidense que disputó 3 temporadas en la NBA con Los Angeles Clippers y New York Knicks. Con 1,93 metros de estatura, jugaba en la posición de escolta.

## Trayectoria deportiva

### High School
Kimble jugó al baloncesto con Hank Gathers en el Dobbins Technical High School en Filadelfia, donde ambos lideraron al equipo al campeonato de la Public League City en 1985. Tanto Kimble como Gathers fueron reclutados por el entrenador de la Universidad del Sur de California Stan Morrison, y su asistente David Spencer. 

### Universidad
Después de que Morrison y Spencer fueron despedidos tras la temporada 1985-86, Kimble y Gathers dejaron USC para marcharse a Loyola Marymount. En los 28 partidos que jugó durante la temporada con los Trojans, Kimble promedió 12.1 puntos y 3.6 rebotes. Tras pasar la temporada 1986-87 sin jugar, debido a las normas de la NCAA para estudiantes que cambian de universidad, la pareja firmó dos años prometedores con los Lions de Loyola Marymount. El por entonces entrenador del equipo Paul Westhead instauró un ritmo rápido de juego, con posesiones normalmente no mayores a los 10 segundos y con el triple como arma más letal. En defensa, la presión en toda la cancha obligaba a los rivales a practicar un juego desenfrenado. LMU batió numerosos récord anotadores en la NCAA; a día de hoy, los partidos de los Lions ocupan los cinco primeros puestos en la lista de los encuentros con puntuaciones más altas de la División I. 
Kimble promedió 35.3 puntos y 7.7 rebotes en su tercera y última temporada en LMU, con 122.4 puntos por partido del equipo y con 54 puntos como récord personal en un partido. Sin embargo, en un encuentro del torneo de la West Coast Conference en marzo de 1990, Gathers fallace de un paro cardiaco en pleno partido. El torneo de la WCC fue inmdiatamente suspendido, y Loyola Marymount fue automáticamente clasificado para el torneo de la NCAA, con la 11.ª plaza, debido a su campeonato de la temporada regular. Desde entonces, en homenaje a su compañero desaparecido, Kimble comenzó a lanzar el primer tiro libre de cada partido a una sola mano, la izquierda, como solía hacer Gathers. Con el equipo destrozado por la muerte de una de sus estrellas, LMU se quedó a un paso de disputar la Final Four tras ser eliminado en las finales regionales por la niversidad de Nevada Las Vegas a pesar de los 42 puntos y 8 triples de Kimble.
Kimble dejó LMU como el cuarto máximo anotador de la historia de la universidad con 2.010 en 76 partidos, y un promedio de 26.4 por encuentro. También finalizó tercero en triples anotados (199) y quinto en robos (175). En 1990 fue nombrado Jugador del Año de la West Coast Conference, en el mejor quinteto de la conferencia (al igual que en 1988) y en el segundo equipo del All-America. 
Su dorsal 30 fue retirado por LMU y entró en el Loyola Marymount Hall of Fame en 2005. El Condado de Los Ángeles declaró el 17 de julio de 1990 el "Día de Bo Kimble".

### Profesional
Kimble fue seleccionado por Los Angeles Clippers en la octava posición del Draft de la NBA de 1990. Por entonces, los Clippers disputaban sus partidos como locales en el Los Angeles Memorial Sports Arena, pabellón en el que Kimble jugó con Gathers en su año en USC. En su año de novato en la NBA promedió 6.9 puntos en 62 partidos, 22 de ellos como titular. Sin embargo, su carrera en la liga estuvo plagada de lesiones, y tras dos temporadas en los Clippers, fue traspasado a New York Knicks en el verano de 1992. Kimble apareció solamente en 9 partidos con los Knicks y fue cortado al finalizar la temporada. 
Tras su carrera en la NBA, Kimble jugó en Francia y en la CBA.   

## Estadísticas de su carrera en la NBA

### Temporada regular
| Temp.   | Edad | Equipo       | Liga | P   | TIT | MIN  | TC  | TCA | %TC  | 3P  | 3PA | %3P  | TL  | TLA | %TL  | R.OF. | R.DEF. | REB | ASIS | ROB | TAP | PER | FP  | PTS |
| 1990-91 | 24   | L.A.Clippers | NBA  | 62  | 22  | 16.2 | 2.6 | 6.7 | .380 | 0.3 | 1.0 | .292 | 1.5 | 1.9 | .773 | 0.7   | 1.2    | 1.9 | 1.2  | 0.5 | 0.1 | 1.2 | 2.5 | 6.9 |
| 1991-92 | 25   | L.A.Clippers | NBA  | 34  | 0   | 8.1  | 1.3 | 3.3 | .396 | 0.1 | 0.4 | .308 | 0.6 | 0.9 | .645 | 0.4   | 0.6    | 0.9 | 0.5  | 0.3 | 0.2 | 0.4 | 1.1 | 3.3 |
| 1992-93 | 26   | New York     | NBA  | 9   | 0   | 6.1  | 1.6 | 3.7 | .424 | 0.2 | 0.9 | .250 | 0.3 | 0.9 | .375 | 0.3   | 0.9    | 1.2 | 0.6  | 0.1 | 0.0 | 0.7 | 1.1 | 3.7 |
| Carrera |      |              | NBA  | 105 | 22  | 12.7 | 2.1 | 5.4 | .386 | 0.2 | 0.8 | .291 | 1.1 | 1.5 | .728 | 0.6   | 1.0    | 1.5 | 0.9  | 0.4 | 0.1 | 0.9 | 2.0 | 5.5 |

### Playoffs
| Temp.   | Edad | Equipo       | Liga | P | MIN | TCA | TC | 3PA | 3P | TLA | TL | R.OF. | REB | ASIS | ROB | TAP | PER | FP | PTS | %TC  | %3P | %FT | MIN | PTS | REB | AST |
| 1991-92 | 25   | L.A.Clippers | NBA  | 3 | 5   | 0   | 1  | 0   | 0  | 0   | 0  | 0     | 0   | 1    | 0   | 0   | 1   | 2  | 0   | .000 |     |     | 1.7 | 0.0 | 0.0 | 0.3 |
| Carrera |      |              | NBA  | 3 | 5   | 0   | 1  | 0   | 0  | 0   | 0  | 0     | 0   | 1    | 0   | 0   | 1   | 2  | 0   | .000 |     |     | 1.7 | 0.0 | 0.0 | 0.3 |

## Vida privada
Kimble actuó en la película Heaven Is a Playground de 1991, donde interpreta a un joven que intenta convertirse en una estrella del baloncesto. 